# Міністерство фінансів СРСР
Міністерство фінансів СРСР (Мінфін СРСР) — союзно-республіканське міністерство СРСР, що забезпечувало проведення в життя фінансової політики Радянської держави і здійснювало загальне керівництво організацією державних фінансів у країні.
Після утворення СРСР фінансове відомство було створене як Народний комісаріат фінансів СРСР (Наркомфін СРСР). Відповідно до закону від 15 березня 1946 Наркомфін СРСР був перетворений на Міністерство фінансів СРСР.

## Функції і завдання
Основні функції і завдання, які вирішувалися Міністерством фінансів СРСР:
- Мобілізація коштів через керовані ним фінансові та кредитні органи та їх направлення відповідно до затверджених Урядом СРСР планами на фінансування і кредитування народного господарства;
- Контроль за дотриманням підприємствами, організаціями, установами державної фінансової дисципліни та виконання фінансових зобов'язань перед державою;
- Керівництво роботою міністерств фінансів союзних республік, всесоюзних банків довгострокових вкладень, органів державного страхування, державних трудових ощадних кас і контроль за їх діяльністю;
- Розробка та подання на розгляд Ради Міністрів СРСР проекту державного бюджету СРСР і організація його виконання;
- Керівництво та контроль за призначенням і виплатою державних допомог багатодітним і одиноким матерям;
- Організація виготовлення Держзнаком паперових грошей і металевих монет, облігацій державних позик;
- Державна реєстрація господарських організацій і підприємств.

## Міністри фінансів СРСР
| П. І. Б. міністра                       | Дата початку роботи на посаді | Дата закінчення роботи на посаді |
| --------------------------------------- | ----------------------------- | -------------------------------- |
| Звєрєв Арсеній Григорович               | 19 березня 1946               | 16 лютого 1948                   |
| Косигін Олексій Миколайович             | 16 лютого 1948                | 28 грудня 1948                   |
| Звєрєв Арсеній Григорович               | 28 грудня 1948                | 16 травня 1960                   |
| Гарбузов Василь Федорович               | 16 травня 1960                | 12 листопада 1985                |
| Деменцев Володимир Володимирович (в.о.) | 12 листопада 1985             | 13 грудня 1985                   |
| Гостєв Борис Іванович                   | 13 грудня 1985                | 7 червня 1989                    |
| Павлов Валентин Сергійович              | 17 липня 1989                 | 26 грудня 1990                   |
| Орлов Володимир Юхимович                | 7 березня 1991                | 21 грудня 1991                   |
| Раєвський Володимир Абрамович (в.о.)    | 21 грудня 1991                | 4 лютого 1992                    |

## Припинення діяльності
Міністерство фінансів СРСР припинило своє існування після розпаду СРСР.